# Lac de Guéry
Pour les articles homonymes, voir Guéry (homonymie).
Le lac de Guéry est un lac de montagne d'origine volcanique situé dans les monts Dore, au cœur du Massif central. C'est le plus haut des lacs d'Auvergne. Entouré d’alpages, il se trouve dans le département du Puy-de-Dôme, en région administrative Auvergne-Rhône-Alpes, à huit kilomètres du centre-bourg de la commune de Mont-Dore, en direction de Clermont-Ferrand. Depuis 2021, le lac est la propriété du conseil départemental du Puy-de-Dôme.

## Histoire
En 2020, le conseil départemental du Puy-de-Dôme vote l'achat du lac à Électricité de France (EDF) pour 200 000 euros. L'achat est effectif en 2021 et l'Union européenne a aidé le conseil départemental pour le financement.

## Formation
Le lac de Guéry résulte de l'obstruction de deux cours d'eau par une coulée de lave il y a deux millions d'années. Il s'est créé à la suite de l'érosion par surcreusement glaciaire.

## Situation

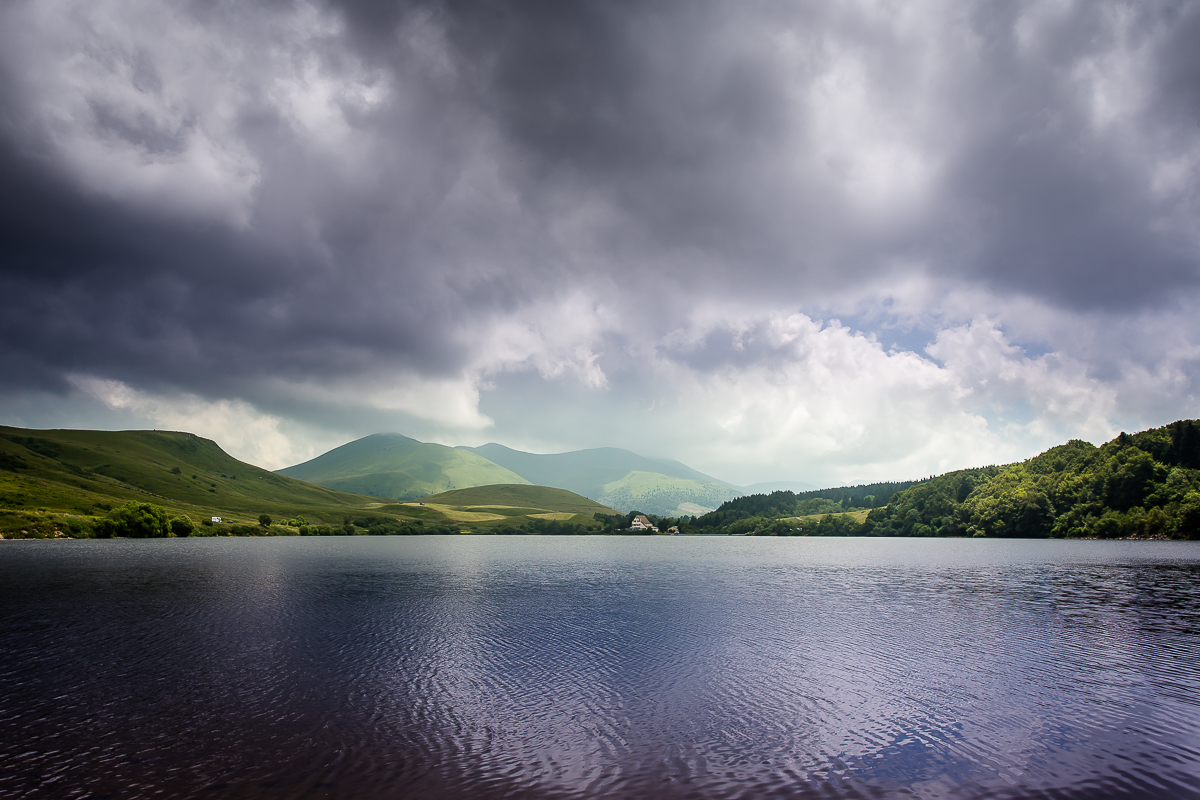
Le lac de Guéry.

Situé à une altitude de 1 244 m, ce lac de 25 hectares est dû à une coulée de lave qui a barré le cours d'un torrent venu du puy Gros. Il est de forme presque parfaitement ovale, et peu profond puisque sa profondeur maximum est de 18 m.
Le lac de Guéry, qui s'étend sur les communes de Mont-Dore, Orcival, Perpezat et Saulzet-le-Froid, se situe à proximité des roches Tuilière et Sanadoire et de la Banne d'Ordanche. Il est bordé sur près d'un tiers par la RD 983.

## Climatologie
La zone du lac subit de nombreux orages en raison de l'effet de foehn très marqué en fond de la vallée de la Dordogne. Ceux-ci sont en général très violents et accompagnés de grêle, piégeant les randonneurs.

### Activités de loisirs
En hiver, le ski de fond et la raquette peuvent se pratiquer à proximité sur le domaine du Guéry.
La pêche y est ouverte de début mars au 15 novembre. On peut y pêcher la truite arc-en-ciel, la truite fario, le saumon de fontaine, l'omble chevalier, la perche, le brochet, le Gardon (poisson) et la carpe.
Début mars, lorsque le lac est complètement gelé — la glace doit atteindre au minimum 15 cm d'épaisseur —, il est possible d'y pratiquer la pêche au trou,. La pratique de cette technique est unique en France.

### Équipements
Une auberge se trouve à l'extrémité sud du lac.

## Sports
L'ascension du col de Guéry, voisin du lac, est au programme de la 13e étape du Tour de France 2020, avec des coureurs grimpant le col depuis Orcival.
Le lac de Guéry est également la première des difficultés du trail hivernal du Sancy, qui se déroule chaque année au mois de janvier.
Les moutonnements de la crête herbeuse qui surplombe le lac sont un itinéraire de randonnée sur sentier balisé.

## Protection
Par arrêté du 27 juillet 1973, le lac, ses abords jusqu'au col de Guéry constitue un site classé de 145,44 ha.

## Dans la culture populaire
- Le Lac est le théâtre et une dimension clé de l’intrigue du téléfilm La Fulgurée.

## Galerie de photos

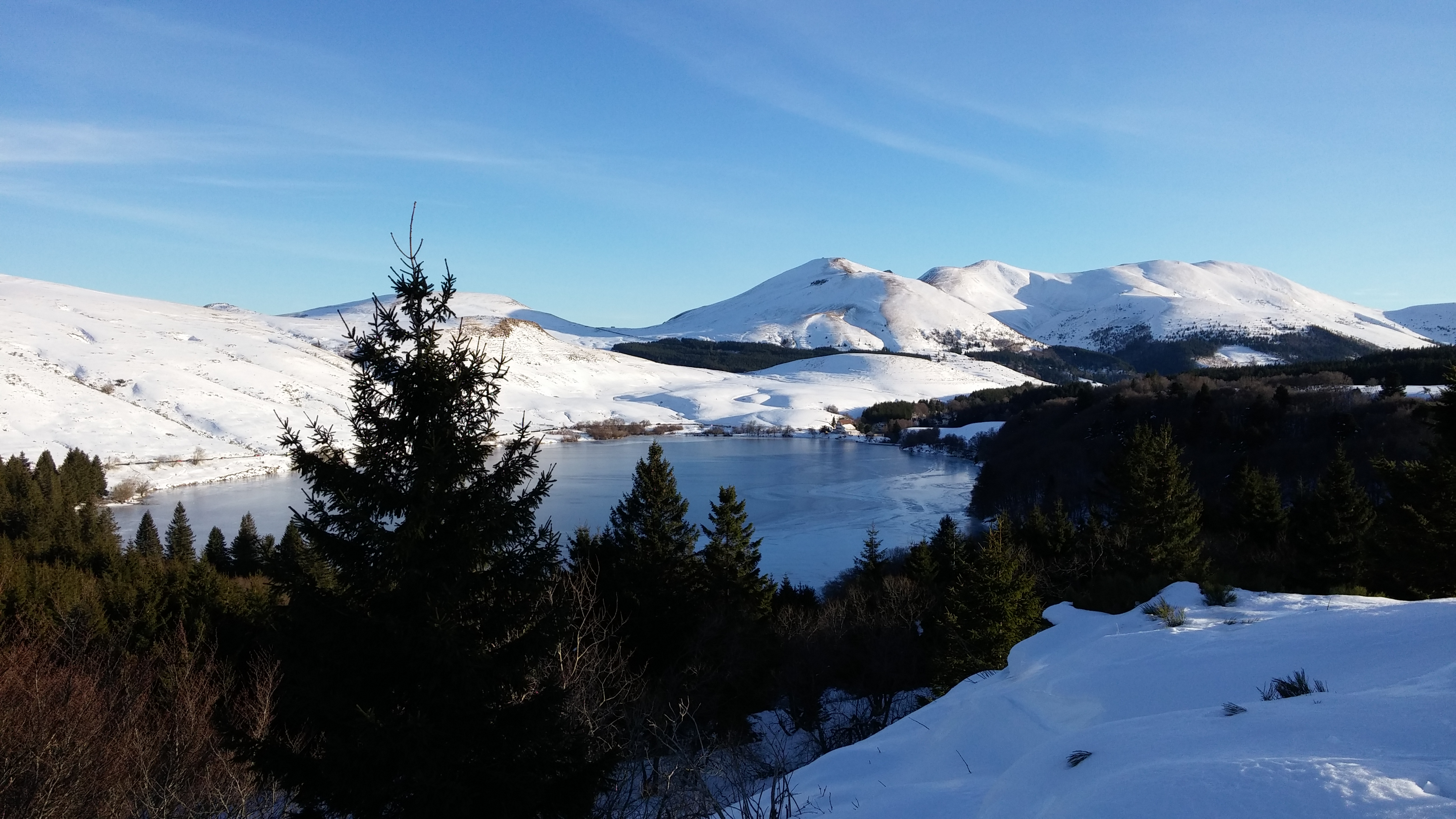
Le lac de Guéry vu des hauteurs le surplombant.
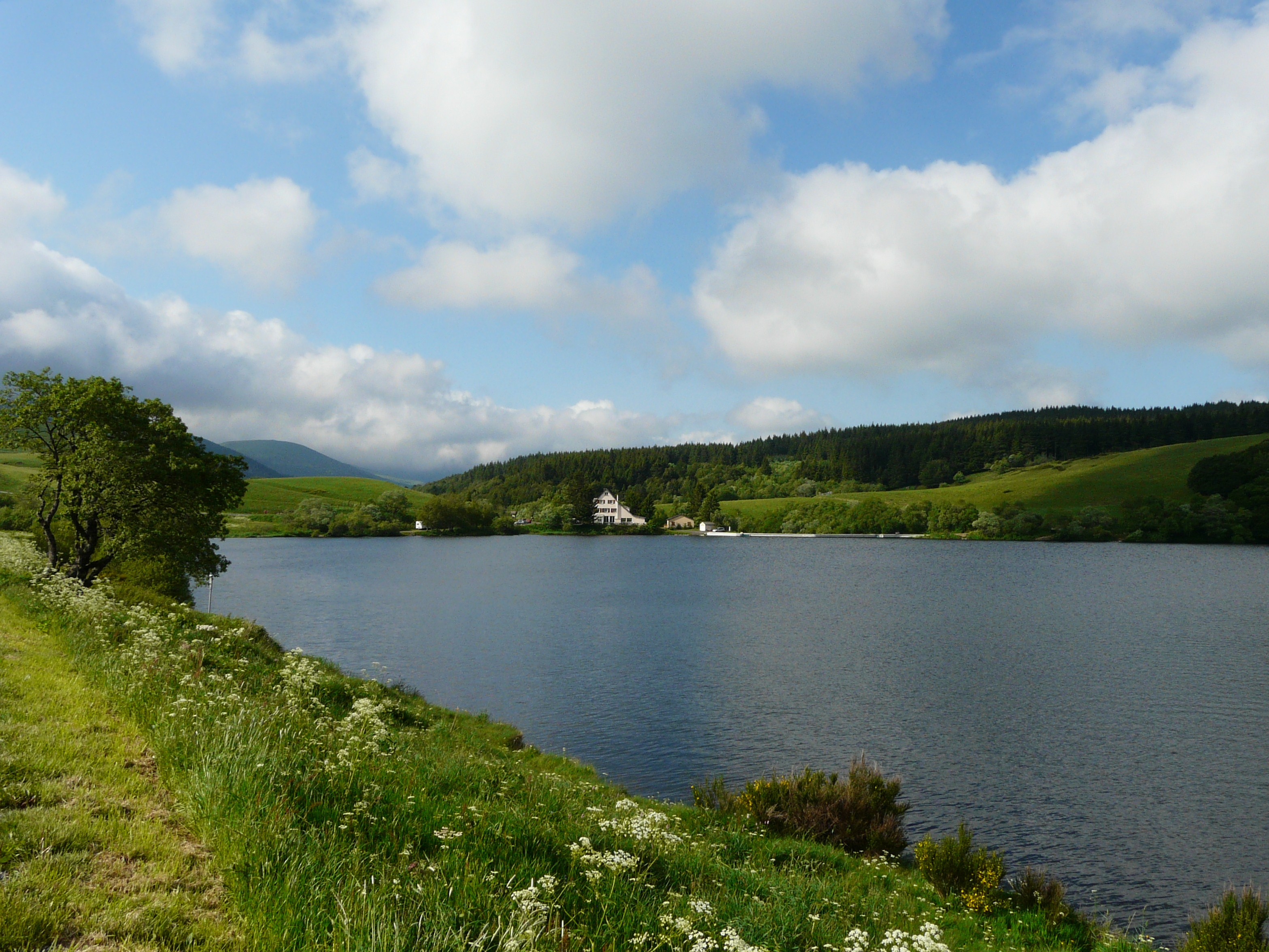
Le côté sud du lac.
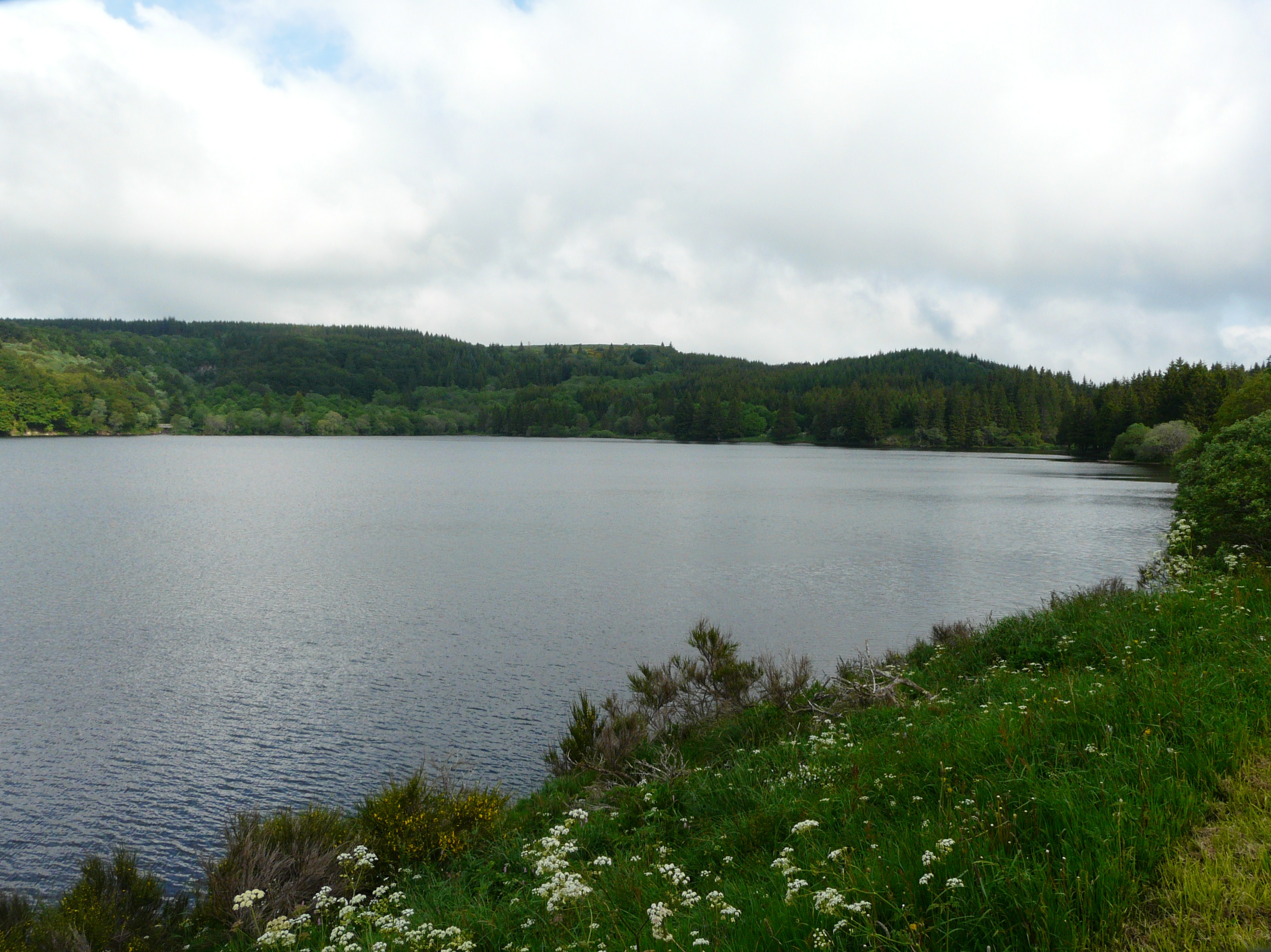
Le côté nord.
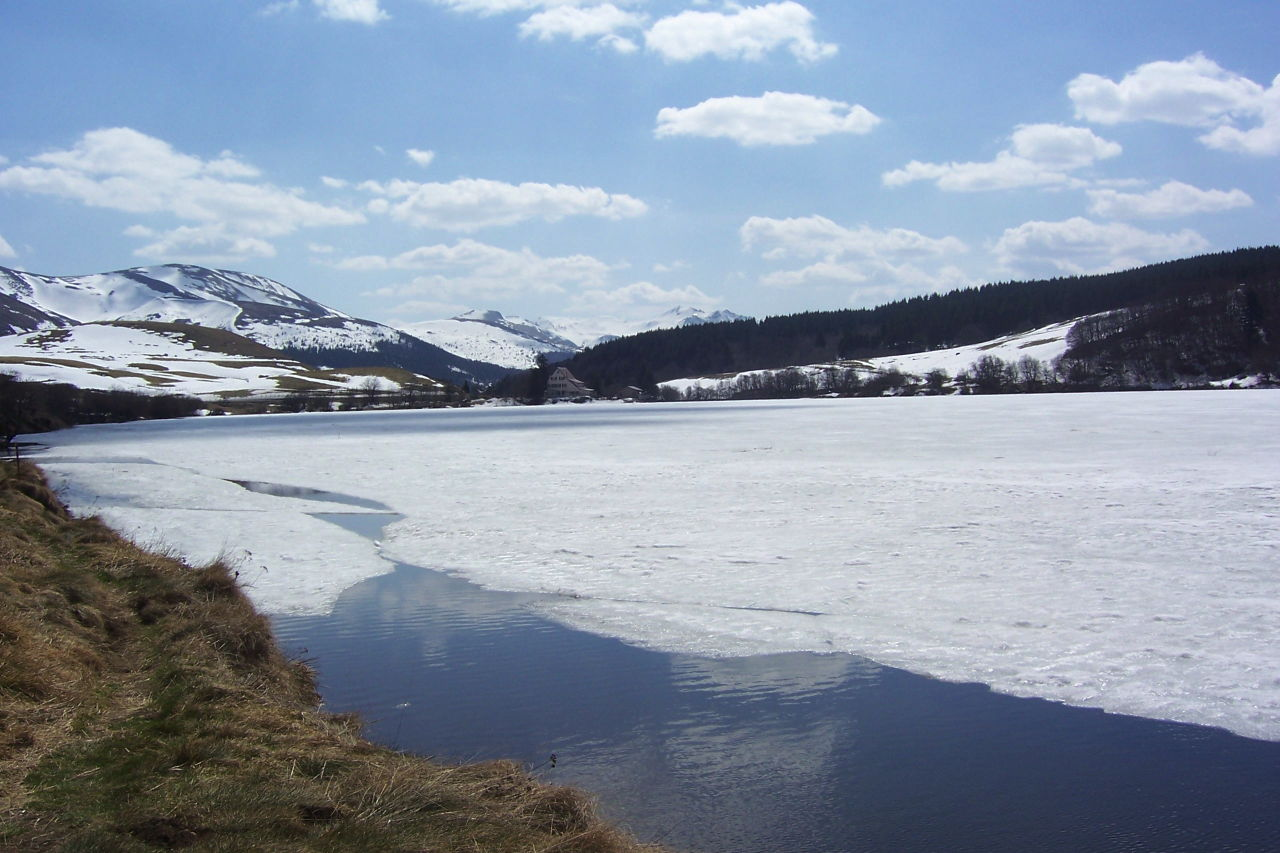
Le lac gelé au printemps.